# Wilhelm Staab
Wilhelm Staab (* 28. Dezember 1863 in Büdingen; † 5. Oktober 1933 in Potsdam) war ein deutscher Politiker (SPD, USPD). 

## Leben und Wirken
Wilhelm Staab wurde als fünftes uneheliches Kind und vierter Sohn der Luise Wolf geboren. Der Vater war Johannes Staab. Er besuchte von 1869 bis 1877 die Volksschule in Büdingen. Anschließend erlernte er in Frankfurt am Main das Schuhmacherhandwerk. In den folgenden Jahren ging Staab zunächst einige Jahre dem Schuhmacherberuf in verschiedenen Städten Deutschlands nach, später eröffnete er ein Zigarrengeschäft. Um 1885 trat Staab in die Sozialdemokratische Partei Deutschlands (SPD) ein. Während des Ersten Weltkrieges wechselte er in die USPD.
1918 wurde Staab Arbeiterrat und Mitglied des Provinzarbeiterrates. 1919 wurde er Mitglied  der Stadtverordnetenversammlung und unbesoldeter Stadtrat in Potsdam.
Bei der Reichstagswahl Juni 1920 wurde er als Kandidat seiner Partei für den Wahlkreis 4 (Potsdam I) in den Reichstag gewählt. Während dieser ersten Legislaturperiode der Weimarer Republik kehrte Staab zur SPD zurück. Bei der Reichstagswahl vom Mai 1924 wurde er nicht wiedergewählt. Dafür konnte er bei der Wahl vom Dezember 1924 ins Parlament zurückkehren, dem er in der Folge bis zum September 1930 angehörte.
Heute erinnert die Wilhelm-Staab-Straße in Potsdam an Staabs Leben und politische Tätigkeit.